# Kulturåret 1724

## Födda
- 12 januari - Frances Brooke (död 1789), engelsk romanförfattare, essäist, dramatiker och översättare.
- 16 januari - Per Krafft d.ä. (död 1793), svensk porträttmålare.
- 26 februari - Gottfried Heinrich Bach (död 1763), tysk klaverspelare.
- 15 mars - Anders af Botin (död 1790), svensk arkivman, historiker, hävdatecknare och kameralist.
- 8 juni - John Smeaton (död 1792), brittisk ingenjör.
- 2 juli - Friedrich Gottlieb Klopstock (död 1803), tysk diktare och psalmförfattare.
- 3 augusti - Agatha Lovisa de la Myle (död 1787), baltisk-finländsk poet.
- 25 augusti - George Stubbs (död 1806), engelsk målare,
- 27 augusti - Axel Kellman (död 1790), svensk ämbetsman och en av Kungliga Musikaliska Akademiens stiftare.
- 11 september - Johann Bernhard Basedow (död 1790), tysk pedagog, teologisk och filosofisk författare.
- 27 september - Anton Friedrich Büsching (död 1793), tysk teolog och geograf.
- okänt datum - Suzuki Harunobu (död 1770), japansk träsnittskonstnär.
- okänt datum - Magnus Brynolf Malmstedt (död 1798), svensk professor och psalmtextförfattare.
- okänt datum - Hedvig Witte (död 1761), vokalist i Hovkapellet.

## Avlidna
- 20 september - David von Krafft (född 1655), tysk-svensk konstnär och hovintendent.
- 29 oktober -  William Wollaston (född 1659), engelsk författare och filosof.